# Bent Ånund Ramsfjell
Bent Ånund Ramsfjell, född den 30 november 1967 i Oslo, Norge, är en norsk curlingspelare.
Han tog OS-guld i herrarnas curlingturnering i samband med de olympiska curlingtävlingarna 2002 i Salt Lake City.